# Антагоністична плейотропія
Антагоністична плейотропія (англ. Antagonistic pleiotropy) — теорія, що описує один з механізмів виникнення старіння з еволюційної точки зору. Строго говорячи, термін «антагоністична плейотропія» означає приклад плейотропії, тобто кількох різних фенотипічних ефектів одного гену, при якому цей ген має не просто різні, а протилежні ефекти. Проте, зараз цей термін посилається на ідею або модель, запропоновану в 1957 році Д. Вільямсом, також відому під жартівливою назвою «теорія оплати потім». Згідно з цією теорією, в організмі повинні існувати плейотропні гени, які мають різний ефект на виживання організмів протягом різних періодів життя, тобто корисні у молодому віці, коли ефект природного відбору сильний, та шкідливі пізніше, коли ефект природного відбору слабкий.
Запропонавані Вільямсом плейотропні гени повинні були пояснити процес старіння. Такі гени підтримуються в популяції завдяки їх позитивному ефекту, ймовірніше за все на розмноження, в молодому віці, незважаючи на їх негативні ефекти на пізньому віці, до якого доживає незначна частина популяції. Ефект цих генів у пізнішому житті і буде процесом старіння, неважливо, викликають вони старіння чи лише не зупиняють процес пошкоджень, викликаний іншими факторами.
Для ілюстрації, припустимо, що існує ген, який збільшує фіксацію кальцію в кістках. Такий ген матиме позитивний ефект у молодому віці, тому що знижуватиме ризик переломів, але негативний ефект в пізнішому житті, через збільшення риски остеоартриту через надмірну кальцифікацію суглобів. У природних умовах такий ген фактично не мав би негативного ефекту, тому що більшість тварин померли б задовго до появи негативного впливу. Це не є компромісом між позитивним ефектом в молодих індивідуумах і потенційним негативним в старих: цей негативний ефект стає важливим тільки якщо тварини живуть у захищених оточеннях, таких як зоопарки або лабораторії.
Теорія антагоністичної плейотропії пояснює, чому розмноження може мати негативний ефект на довговічність виду, і може навіть викликати смерть, як це трапляється в одноплідних організмах. Дійсно, будь-які мутації, що призводять до збільшення розмноження, розповсюджуватимуться в майбутніх поколіннях, навіть якщо ці мутації мають деякі шкідливі ефекти в пізнішому житті. Наприклад, мутації, що викликають перевиробництво статевих гормонів, збільшують лібідо, зусилля розмножуватися та успіх при розмноженні, зберігатимуться, незважаючи на породження раку статевих органів пізніше в житті. Тому, ідея вирішення можливого компромісу на користь розмноження безпосередньо витікає з теорії антагоністичної плейотропії.
Компроміс між розмноженням та тривалістю життя був передбачений Вільямсом. Згідно з ним швидкий розвиток індивідуума повинен корелювати зі швидким старінням. І хоча конкретні плейотропні гени довго не були знайдені, цей прогноз був підтверджений в експериментах з використанням плодової мухи Drosophila melanogaster. Обмежуючи розмноження до пізнього віку, вдалося збільшити і тривалість життя. І навпаки, зменшена плодовитість спостерігалася серед довгоживучих (за допомогою селекції і певних мутацій) мух, підтримуючи ідею компромісу між розмноженням і виживанням.
Подібний ефект також був знайдений серед круглих черв'яків Caenorhabditis elegans, де був ідентифікований ряд довгоживучих мутантів. Коли ці мутанти вирощувалися разом з нормальними (дикого типу) в лабораторних умовах, ніяка популяція на мала конкурентної переваги, проте перевага дикого типу одразу проявлялася під час циклів голодання, що імітували природні умови.
Пізніше були також знайдені кілька конкретних генів, що мають передбачений теорією ефект. Прикладами плейотропних генів можна назвати теломеразу в еукаріотів та сігма-фактор σ70 у бактерій (E. coli). Хоча відомо багато генів і серед інших істот, які впливають на тривалість життя організму, але інших чітких прикладів плейотропних генів все ще немає.